# Andra kammarens liberala klubb
Andra kammarens liberala klubb var en lös partigruppering i andra kammaren i den svenska riksdagen under 1894-1895. Grupperingen uppstod ur vänsterflyglarna inom gamla lantmannapartiet och andra kammarens center, och tog fastare form genom bildandet av den liberala partigruppen folkpartiet år 1895.